# Nursultan Tursynov
Nursultan Tursynov (30 de enero de 1991) es un luchador kazajo de lucha grecorromana. Compitió en dos Campeonatos Mundiales. Se clasificó en la décima posición en 2013. En el 2014 participó en los Juegos Asiáticos terminando en el puesto quinto. Ganador de una medalla de oro en el Campeonato Asiático del año 2014. 